# Nicoleta Alexandru
Nicoleta Alexandru, známá pod uměleckým jménem Nicola (* 5. listopad 1968 Bukurešť, Rumunská socialistická republika, dnes Rumunsko) je rumunská zpěvačka, která reprezentovala Rumunsko na Eurovision Song Contest 2003.

## Biografie

### Počátky kariéry
Svou sólovou pěveckou kariéru započala v roce 1992, kdy začala vystupovat se svými skladbami televizních a rozhlasových pořadech. V roce 1993 a 1994 se neúspěšně zúčastnila rumunského národní kola s písněmi „Balerina” (1993) a „Doar amintiri” (1994). V roce 1996 se zúčastnila národního kola se skladbou „Undeva departe esti tu”, se kterou se umístila předposlední a obsadila 19. místo.
O dva roky zaujala šesté místo s písní „Europa” spolu s Laurou Stoicou, Danielou Vladescu, Luminitou Anghel, Mihaiem Alexandruem a Aurelianem Temisanem. V roce 1999 vyšlo její EP s názvem Cu tălpile goale. V lednu 2000 vydala své debutové studiové album s názvem Turqouise, ze kterého pochází promo singl „I Feel Good” (nahraný s Un-Q Sapro & Evrikou), který se nakonec umístil na posledním 13. místě ve finále národního kola do Eurovision Song Contest 2000.
V roce 2002 opět vystoupila ve finále národního kola s písní „I Do”, se kterým se umístila na pátém místě.

### 2003–04: Eurovision Song Contest
V roce 2003 byla oceněna Ženou roku čtenáři časopisu Avantaje a tom samém roce její píseň „Lângă mine” (promující album stejného jména) obdrželo titul Píseň roku, který jí udělily vysílací společnosti Bucureşti a Actualitati Radio. Se stejným singlem zpěvačka vyhrála Festival v Mamai a také Festiwal Piosenki Miłosnej 2003.
V únoru 2003 se zúčastnila rumunského národního kola Euroviziune 2003, ve kterém prošla přes druhé semifinálové kolo a s písní „Don't Break My Heart” postoupila do finále, které se konalo 1. března. Před konáním národního výběru byla hlavní favoritkou na vítězství celého národního kola, ve kterém nakonec získala nejvyšší počet 24 bodů a obsadila první místo, čímž se stala reprezentantkou Rumunska na Eurovision Song Contest 2003. Ve finále, které se konalo 24. května, získala za své vystoupení celkem 73 bodů, což stačilo na 10. místo. Během písně byla doprovázena svými čtyřmi tanečníky.
V roce 2003 vydala první kompilační album s názvem Best of Nicola, kde se mimo jiné nacházel i eurovizní singl a také ostatní písně, se kterými se zúčastnila rumunských národních výběrů v minulých letech. V červnu následujícího roku se uskutečnila premiéra alba De mă vei chema, na kterém se nachází mimo jiné i píseň „Don't Break My Heart”.

### Od 2005: Thank You
V roce 2005 získala dvě sošky (v kategorii Nejlepší popová píseň a Nejlepší zpěvačka) během slavnostního předávání cen MTV Romania Music Awards. V létě roku 2007 vydala singl „Dacă-i tarziu”, se kterým se umístila v národních žebříčcích. O rok později se zúčastnila finále rumunského národního kola s písní „Fairytale Story”, se kterým nakonec vybojovala 7. místo. Singl byl předzvěstí dalšího studiového alba zpěvačky s názvem Thank You z roku 2009. Z desky pochází také promo singl „Leave No Heart Behind”, na kterém spolupracovala s Thomasem Nicholsem, a pilotní song, který napsala společně s Kordem.
Od srpna 2014 pokračuje v umělecké spolupráci s Mihaiem Alexandru.

## Soukromý život
V roce 1990 se provdala za svého producenta Mihaia Alexandru. Pár se rozvedl v roce 2005, po patnácti letech manželství.

## Diskografie

### Studiová alba
- Turquoise (2000)
- Lângă mine (2002)
- De mă vei chema (2004)
- Thank You (2009)

### Kompilační alba
- Best of Nicola (2003)

### EP
- Cu tălpile goale (1999)